# Cmentarz wojenny nr 78 – Ropica Ruska
Cmentarz wojenny nr 78 – Ropica Ruska – cmentarz z I wojny światowej, zaprojektowany przez Hansa Mayra, położony na terenie wsi Ropica Górna dawniej Ropica Ruska w gminie Sękowa w powiecie gorlickim w województwie małopolskim. Jeden z ponad 400 zachodniogalicyjskich cmentarzy wojennych zbudowanych przez Oddział Grobów Wojennych C. i K. Komendantury Wojskowej w Krakowie. Należy do Okręgu III Gorlice.

## Opis
Cmentarz znajduje się we wsi Ropica Górna na zboczu po północno-wschodniej stronie doliny potoku Sękówka, na działce ewidencyjnej nr 133.

Cmentarz ma kształt prostokąta z dwoma ryzalitami od strony północno-wschodniej o powierzchni ogrodzonej około 1158 m². Głównym akcentem architektonicznym obiektu jest pomnik centralny w formie czterech kamiennych pylonów nakrytych betonowym architrawem. Na jego tle ustawiono drewniany krzyż okuty blaszanym daszkiem. Cmentarz otoczony jest ogrodzeniem z pełnego muru z ciosów kamiennych z wejściem od strony południowo-zachodniej ujętym w masywne słupy z drewnianą jednoskrzydłową furtką. Układ grobów rzędowy w symetrycznie rozplanowanych kwaterach z nagrobkami w formie krzyży żeliwnych jedno- i dwuramiennych na betonowych cokołach.

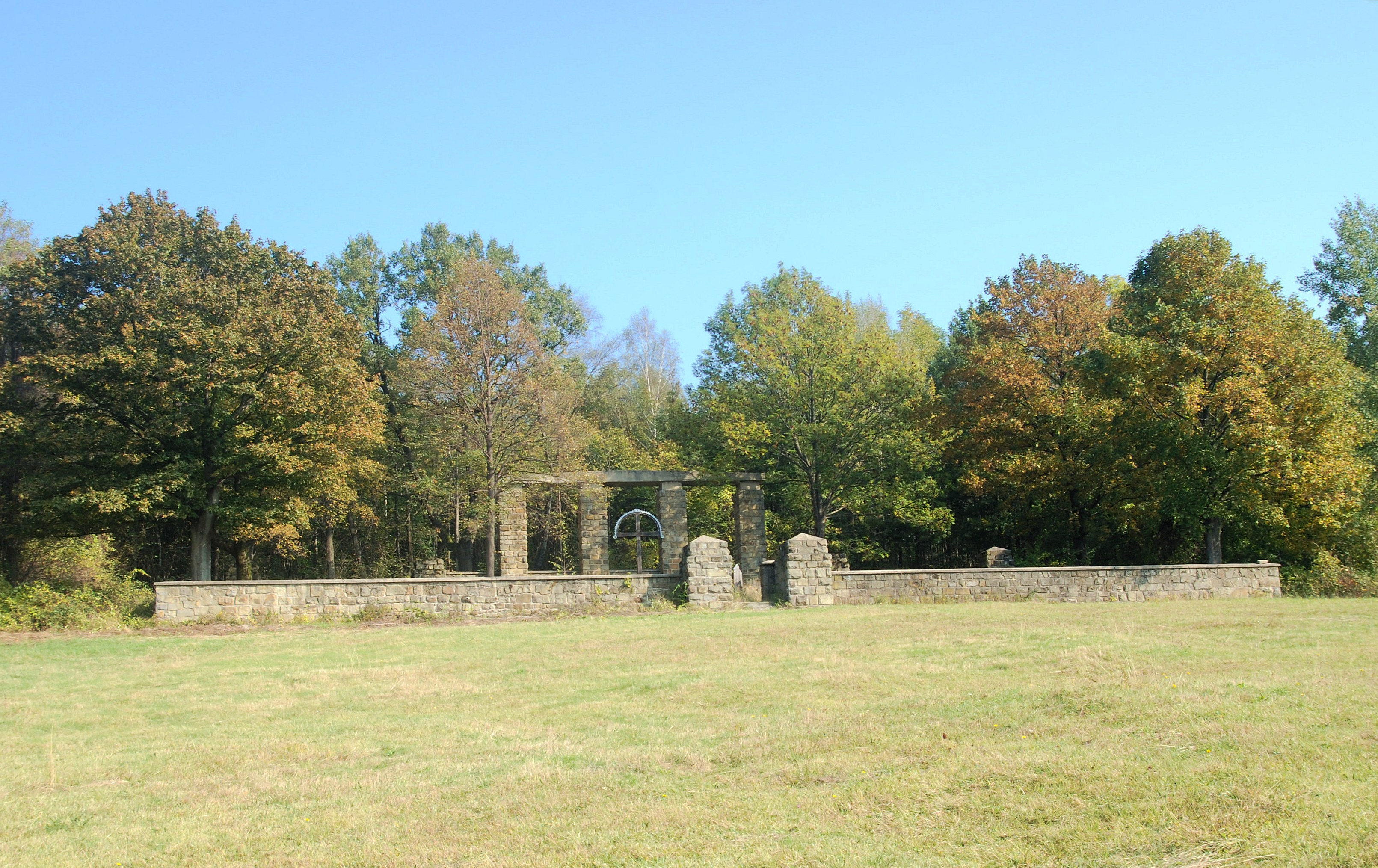
Widok ogólny
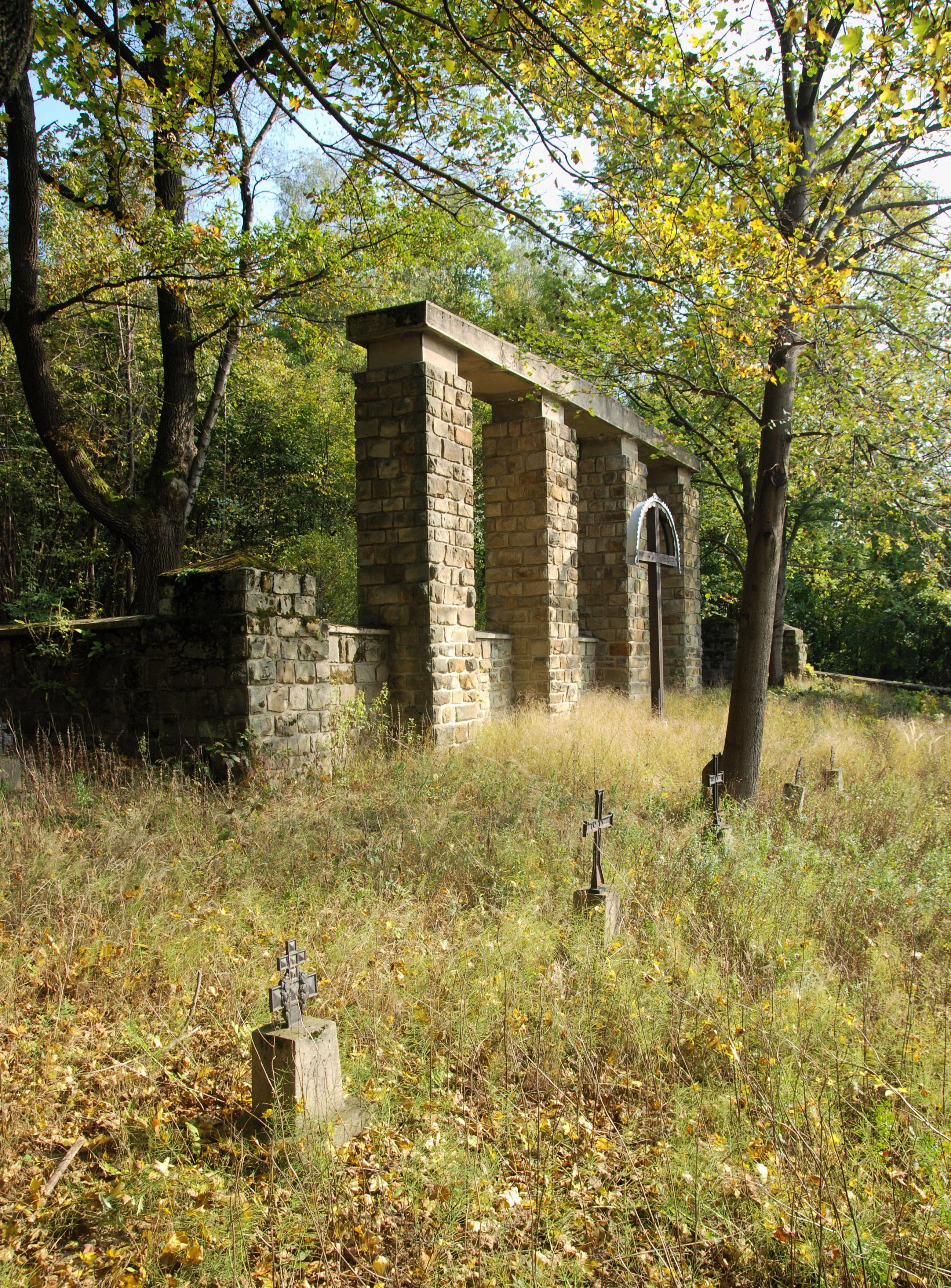
Pomnik centralny
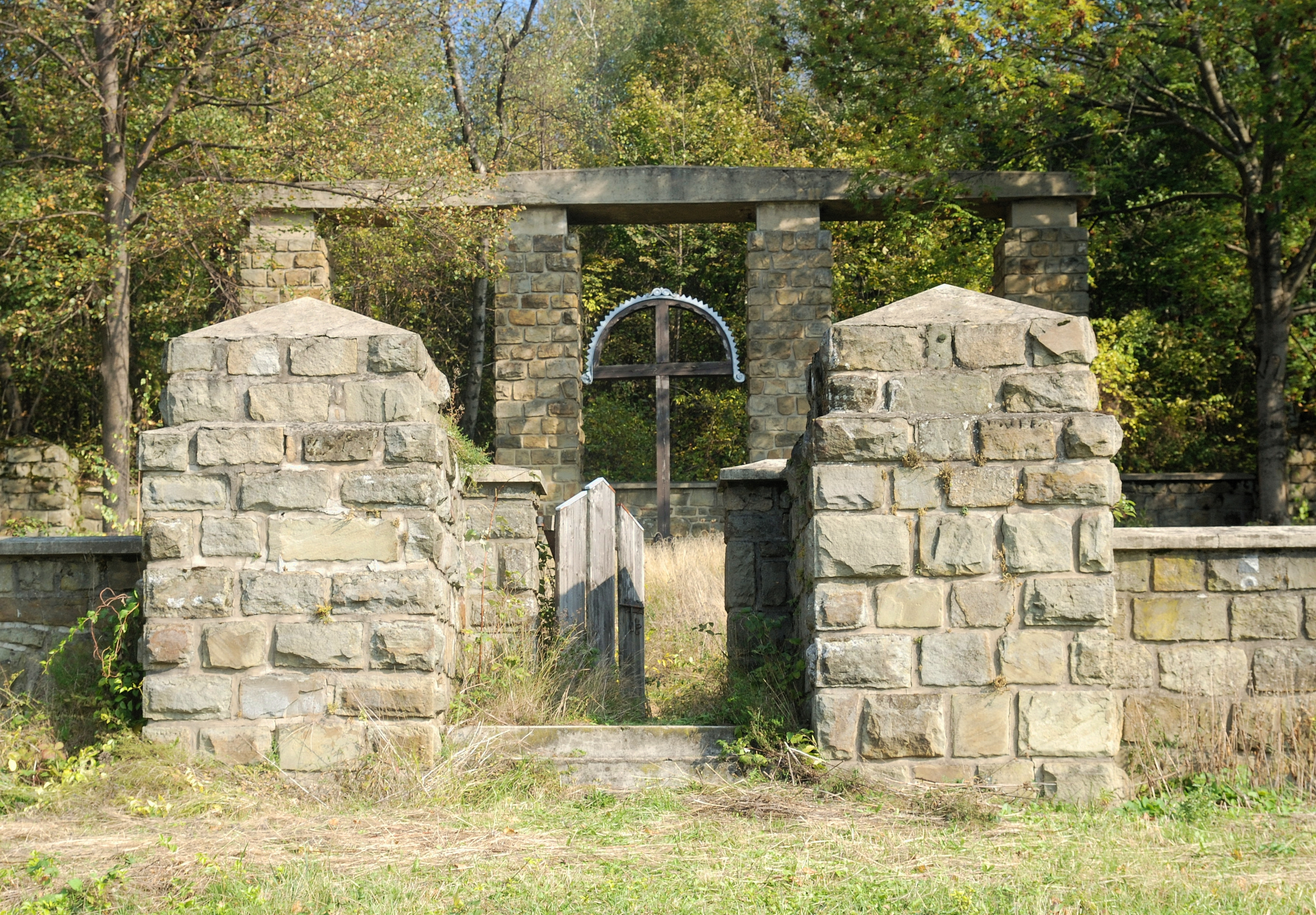
Brama wejściowa

Na cmentarzu pochowano 287 żołnierzy w 42 pojedynczych grobach i 38 mogiłach zbiorowych:
- 122 żołnierzy austro-węgierskich z: 18, 21, 28 Pułku Piechoty, 33 Pułku Strzelców
- 165 żołnierzy rosyjskich z: 73 i 76 Pułku Piechoty

poległych w pierwszej połowie 1915.

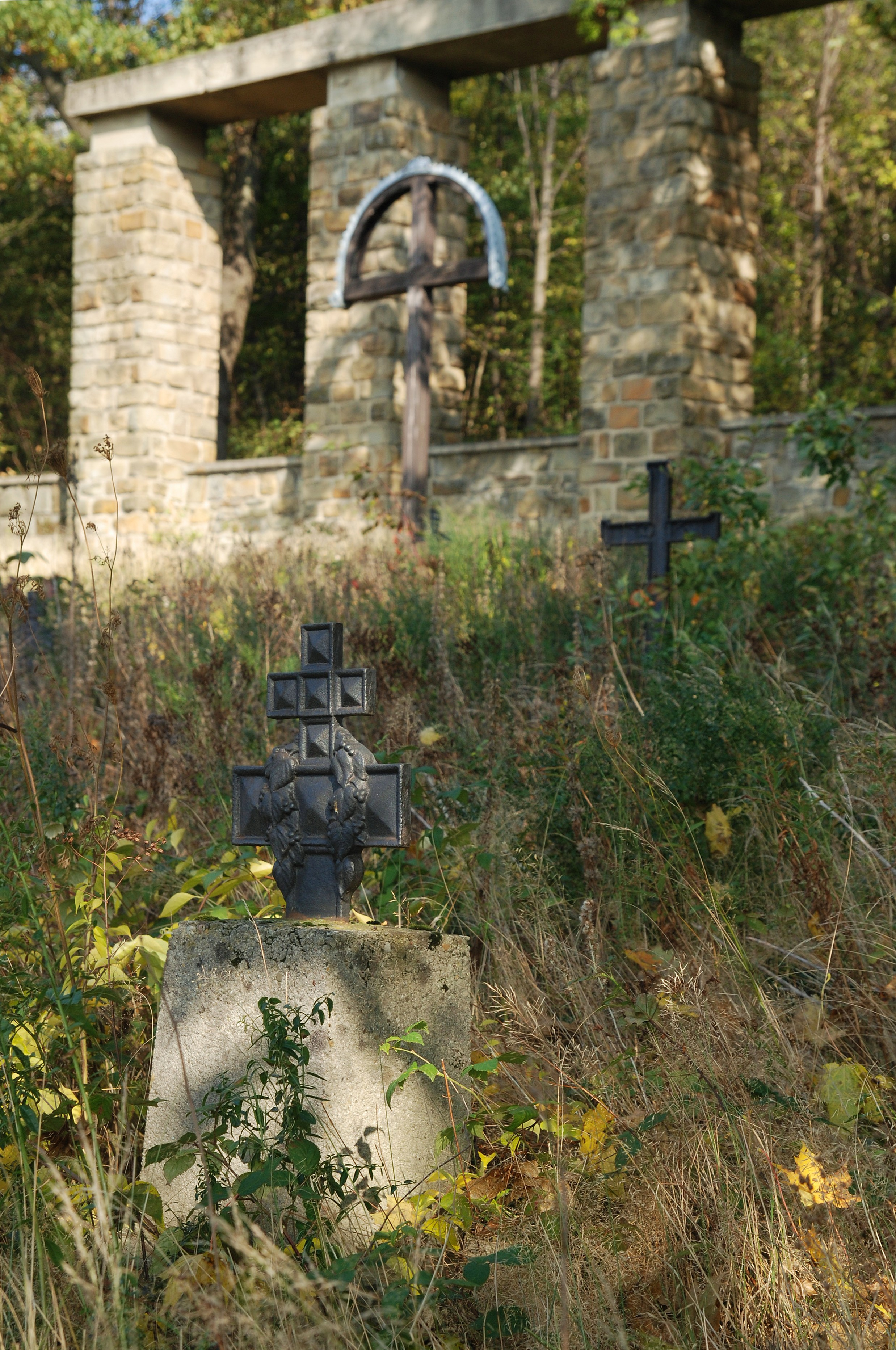
Mały krzyż rosyjski
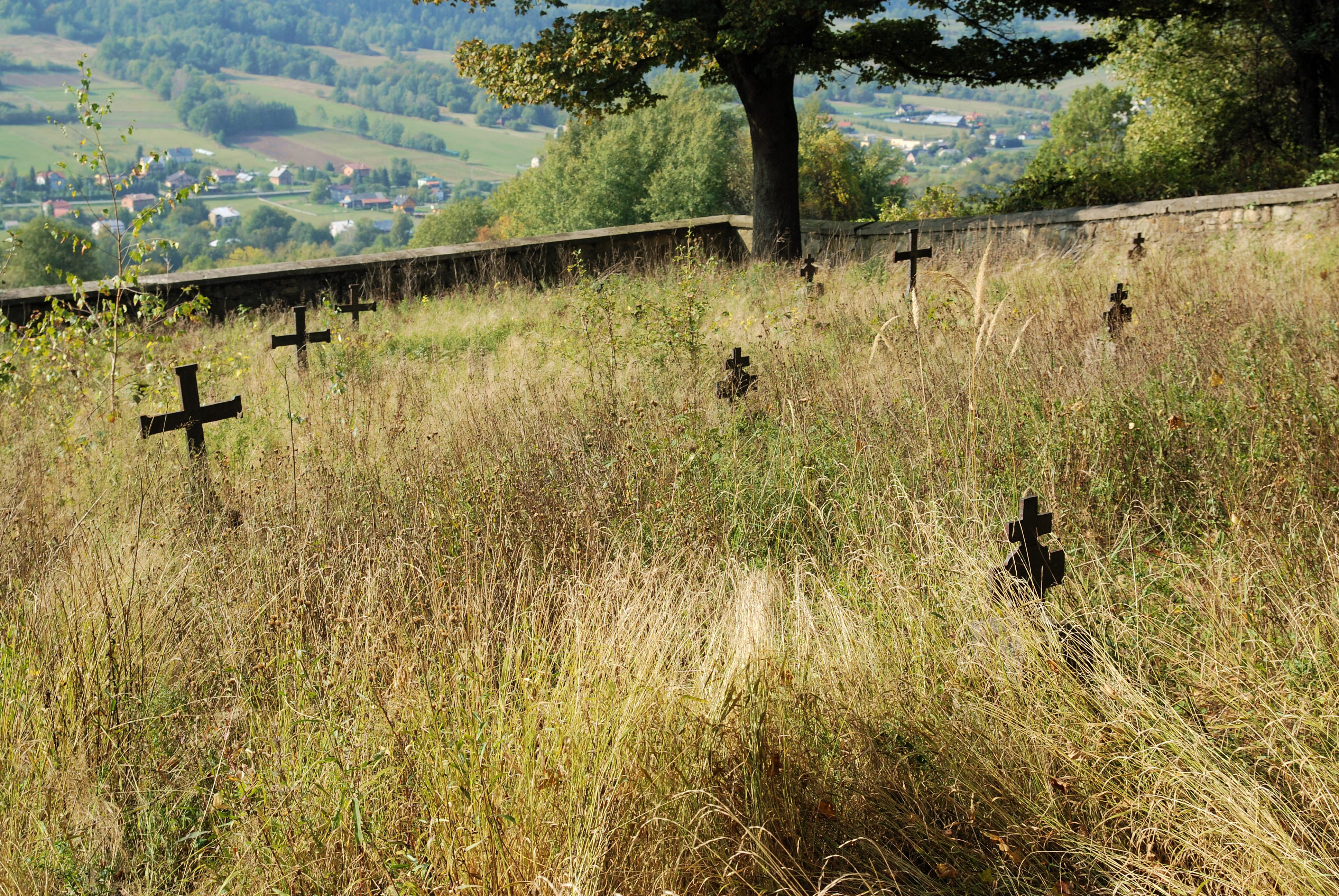
Widok od północy